# Uhuru Kenyatta

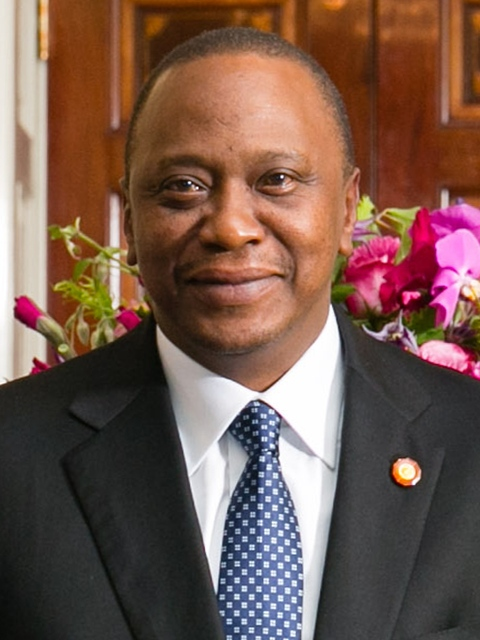
Uhuru Kenyatta, 2014

Uhuru Kenyatta (Nairobi, 26 oktober 1961) is een Keniaans politicus. Van 9 april 2013 tot 15 augustus 2022 was hij de vierde president van Kenia. 
Hij is de zoon van Jomo Kenyatta, die de eerste president van Kenia was. Kenyatta is lid van de KANU.
Kenyatta behoort tot de stam van de Kikuyu.

## Carrière
Na zijn middelbare school in Nairobi te hebben gevolgd, studeerde Kenyatta aan Amherst College in de Verenigde Staten. In 2001 werd hij lid van het parlement van Kenia. Hij werd minister onder Daniel arap Moi, die hem als zijn opvolger beschouwde. Kenyatta verloor echter in december 2002 de verkiezingen van Mwai Kibaki en werd oppositieleider. Bij de verkiezingen van 2007 steunde hij Kibaki, die Kenyatta vervolgens tot minister benoemde. In april 2008 werd hij vicepremier. Van 2009 tot 2012 was hij minister van Financiën.
Op 15 december 2010 werd Kenyatta door aanklager Moreno-Ocampo van het Internationaal Strafhof genoemd als verdachte ter zake van misdaden tegen de menselijkheid, begaan in de nasleep van de verkiezingen van 2007. Hierop trad hij af als minister van Financiën en reisde naar Den Haag, waar hij een verklaring van onschuld aflegde. Vanwege zijn medewerking met het Hof werd hij niet in voorlopige hechtenis genomen. Toen het Strafhof in 2014 aan de zaak wilde beginnen, was Kenyatta al president van Kenia, en onder druk van de Afrikaanse Unie werd de zaak geseponeerd.
Bij de presidentsverkiezingen in maart 2013 versloeg Kenyatta zijn rivaal Raila Odinga met 50,07 procent, tegenover 43,31 procent van de stemmen. Deze uiterst krappe absolute meerderheid werd door Odinga meteen aangevochten. Odinga legde zich op 30 maart 2013 toch bij de overwinning van zijn tegenstander neer. Het Keniaans Hooggerechtshof bepaalde ook dat Kenyatta een geldige overwinning had behaald.

Op 9 april werd Kenyatta beëdigd als president. Tijdens de beëdiging legde hij zijn hand op dezelfde bijbel die zijn vader in 1964 bij diens beëdiging had gebruikt.
Bij de presidentsverkiezingen van 8 augustus 2017 werd Kenyatta met 54 procent van de stemmen herkozen. Maar op 1 september besloot het Keniaanse Hooggerechtshof dat de presidentsverkiezingen binnen 60 dagen na deze uitspraak opnieuw moeten worden gehouden wegens ongeregeldheden. Die verkiezingen werden op 26 oktober 2017 gehouden. Kenyatta werd toen met 98 procent van de stemmen herkozen. De verkiezingen werden door de aanhang van Raila Odinga geboycot. Op 28 november 2017 werd Kenyatta ingehuldigd voor een tweede termijn.
In oktober 2021 werd hij aangehaald in het Pandora Papers-schandaal.
Op 13 september 2022 werd hij als president opgevolgd door William Ruto.